# Porteria fiura
Espèce
Porteria fiura est une espèce d'araignées aranéomorphes de la famille des Desidae.

## Distribution
Cette espèce est endémique de la région des Lacs au Chili,. Elle se rencontre sur Chiloé et vers Chaitén.

## Description
La femelle holotype mesure 5,80 mm et le mâle paratype 5,63 mm.

## Systématique et taxinomie
Cette espèce a été décrite par Morrill, Crews, Esposito, Ramírez et Griswold en 2023.

## Étymologie
Son nom d'espèce lui a été donné en référence à La Fiura.

## Publication originale
- Morrill, Crews, Esposito, Ramírez & Griswold, 2023 : « A revision of the genus Porteria and the phylogeny and biogeography of Porteriinae (Araneae: Desidae). » Zoological Journal of the Linnean Society, vol. 198, no 2, p. 368-461.